# Cuatto Volley Giaveno
Il Cuatto Volley Giaveno è stata una società pallavolistica femminile italiana con sede a Giaveno.

## Storia della società
La società venne fondata nel 1968 da un gruppo di giovani giavenesi in ricordo di Alberto Cuatto, tragicamente scomparso con il compagno di cordata Pierluigi Terzago, durante una scalata: il nome C.U.A.T.T.O. viene utilizzato anche come acronimo e significa Cum Unitate Ac Tenacitate Trophaeum Optinebimus.
Inizialmente l'attività sportiva riguarda il podismo ed il calcio; nel 1977 iniziò l'attività pallavolistica formando una squadra femminile composta da ragazze giavenesi, che sotto la guida di Giovanni Pallard, vinsero consecutivamente due campionati, ottenendo la promozione in serie C2.
Dopo risultati altalenanti che portarono a diverse retrocessioni, la squadra nel 1987 tornò in Serie D. Nella stagione 2010-11 ha acquistato i diritti dalla Spes Volley Conegliano a partecipare al campionato di Serie A2 riuscendo a mantenere la categoria nonostante diversi importanti infortuni. Al termine della stagione 2011-12, grazie al primo posto in campionato, conquista la promozione in Serie A1.
All'esordio nella massima serie, conquista il nono posto al termine della stagione regolare, guadagnandosi l'accesso ai play-off scudetto, eliminando al primo turno Urbino e perdendo poi ai quarti di finale contro Busto Arsizio. Terminata la stagione, la società doveva essere inglobata nel Chieri Torino Volley Club, mantenendo il settore giovanile: tuttavia l'operazione non avviene e il Cuatto Volley Giaveno cessa ogni attività.